# Ministerio de Vivienda, Ciudad y Territorio
El Ministerio de Vivienda, Ciudad y Territorio (Minvivienda) en Colombia es la cabeza del Sector Vivienda, Ciudad y Territorio; tiene como objetivo primordial lograr, en el marco de la ley y sus competencias, formular, adoptar, dirigir, coordinar y ejecutar la política pública, planes y proyectos en materia del desarrollo territorial y urbano planificado del país, la consolidación del sistema de ciudades, con patrones de uso eficiente y sostenible del suelo, teniendo en cuenta las condiciones de acceso y financiación de vivienda, y de prestación de los servicios públicos de agua potable y saneamiento básico (entre otros servicios).

## Historia
A partir de los años treinta se dieron los primeros mecanismos institucionales para abordar el sector de la construcción a través del crédito hipotecario, se creó el Banco Central Hipotecario y en 1939 el Instituto de Crédito Territorial; durante cuatro décadas, se mantuvieron estas instituciones, pero en 1972, el presidente Misael Pastrana Borrero buscó una nueva directriz de desarrollo económico basado, entre otras estrategias, en el fortalecimiento del Sector de la construcción de Vivienda, durante este gobierno se crearon dos herramientas que trasformarían la política de vivienda: Las Corporaciones de Ahorro y de Vivienda (CAV´s) y la Unidad de Poder Adquisitivo Constante (UPAC), a partir de 1991, se presentaron cambios importantes en el sistema de financiamiento y en la política de vivienda estatal, sin embargo, hasta este momento no había una cabeza visible del orden central que direccionara las políticas públicas al respecto, eventualmente, el ya suprimido Ministerio de Desarrollo Económico suplía algunas funciones. Durante mandato presidencial de ocho años de Álvaro Uribe Vélez, se dio una triple fusión dando lugar al Ministerio de Ambiente, Vivienda y Desarrollo Territorial, estos movimientos administrativos entre ministerios ha sido cuestionada por algunos expertos y por la misma Corte Suprema de Justicia; con la posesión de Juan Manuel Santos en el 2010, se evidenció la necesidad de separar nuevamente estos sectores, dando lugar al Ministerio de Vivienda, Ciudad y Territorio el 27 de septiembre de 2011.

## Objetivos
El Ministerio de Vivienda, Ciudad y Territorio fue creado mediante el artículo 14 de la Ley 1444 de 2011, con objetivos y funciones escindidos del Ministerio de Ambiente, Vivienda y Desarrollo Territorial, como cabeza del Sector Administrativo de Vivienda, Ciudad y Territorio. De acuerdo con lo establecido por el Decreto 3571 de 2011, tiene por objetivo primordial lograr, en el marco de la ley y sus competencias, formular, adoptar, dirigir, coordinar y ejecutar la política pública, planes y proyectos en materia del desarrollo territorial y urbano planificado del país, la consolidación del sistema de ciudades, con patrones de uso eficiente y sostenible del suelo, teniendo en cuenta las condiciones de acceso y financiación de vivienda, y de prestación de los servicios públicos de agua potable y saneamiento básico.[cita requerida]

## Funciones
Además de las funciones definidas en la Constitución de Colombia de 1991 y en el artículo 59 de la Ley 489 de 1998 y en las demás leyes, el Ministerio de Vivienda, Ciudad y Territorio cumplirá, las siguientes funciones:
- Formular, dirigir y coordinar las políticas, planes, programas y regulaciones en materia de vivienda y financiación de vivienda, desarrollo urbano, ordenamiento territorial y uso del suelo en el marco de sus competencias, agua potable y saneamiento básico, así como los instrumentos normativos para su implementación.
- Formular las políticas sobre renovación urbana, mejoramiento integral de barrios, calidad de vivienda, urbanismo y construcción de vivienda sostenible, espacio público y equipamiento.
- Adoptar los instrumentos administrativos necesarios para hacer el seguimiento a las entidades públicas y privadas encargadas de la producción de vivienda.
- Determinar los mecanismos e instrumentos necesarios para orientar los procesos de desarrollo urbano y territorial en el orden nacional, regional y local, aplicando los principios rectores del ordenamiento territorial.
- Formular, en coordinación con las entidades y organismos competentes, la política del Sistema Urbano de Ciudades y establecer los lineamientos del proceso de urbanización.
- Preparar, conjuntamente con el Ministerio de Ambiente y Desarrollo Sostenible y otras entidades competentes, estudios y establecer determinantes y orientaciones técnicas en materia de población para ser incorporadas en los procesos de planificación, ordenamiento y desarrollo territorial.
- Promover operaciones urbanas integrales que garanticen la habilitación de suelo urbanizable.
- Definir esquemas para la financiación de los subsidios en los servicios públicos domiciliarios de acueducto, alcantarillado y aseo, vinculando los recursos que establezca la normativa vigente.
- Diseñar y promover programas especiales de agua potable y saneamiento básico para el sector rural, en coordinación con las entidades competentes del orden nacional y territorial.
- Realizar el monitoreo de los recursos del Sistema General de Participaciones -SGP para agua potable y saneamiento básico, y coordinar con la Superintendencia de Servicios Públicos Domiciliarios su armonización con el proceso de certificación de distritos y municipios.
- Definir criterios de viabilidad y elegibilidad de proyectos de acueducto, alcantarillado y aseo y dar viabilidad a los mismos.
- Contratar el seguimiento de los proyectos de acueducto, alcantarillado y aseo que cuenten con el apoyo financiero de la Nación.
- Definir los requisitos técnicos que deben cumplir las obras, equipos y procedimientos que utilizan las empresas, cuando la Comisión de Regulación de [Agua Potable] y Saneamiento Básico haya resuelto por vía general que ese señalamiento es necesario para garantizar la calidad del servicio y que no implica restricción indebida a la competencia.
- Articular las políticas de vivienda y financiación de vivienda con las de agua potable y saneamiento básico y, a su vez, armonizarlas con las políticas de ambiente, infraestructura, movilidad, salud y desarrollo rural.
- Preparar, en coordinación con el Departamento Nacional de Planeación, las propuestas de política sectorial para ser sometidas a consideración, discusión y aprobación del Consejo Nacional de Política Económica y Social CONPES.
- Prestar asistencia técnica a las entidades territoriales, a las autoridades ambientales y a los prestadores de servicios públicos domiciliarios, en el marco de las competencias del sector.
- Promover y orientar la incorporación del componente de gestión del riesgo en las políticas, programas y proyectos del sector, en coordinación con las entidades que forman parte del Sistema Nacional de Prevención y Atención de Desastres.
- Definir las políticas de gestión de la información del Sector Administrativo de Vivienda, Ciudad y Territorio.
- Orientar y dirigir, en coordinación con el Ministerio de Relaciones Exteriores, las negociaciones internacionales y los procesos de cooperación internacional, en materia de vivienda y financiación de vivienda, desarrollo urbano y territorial yagua potable y saneamiento básico.
- Apoyar, dentro de su competencia, procesos asociativos entre entidades territoriales en los temas relacionados con vivienda, desarrollo urbano y territorial, agua potable y saneamiento básico.
- Las demás funciones asignadas por la Constitución y la Ley.

## Normatividad Legal
Actualmente, el marco legal en el cual se desenvuelve el Ministerio de Vivienda, Ciudad y Territorio son los siguientes dos documentos:
•Ley 1444 de mayo de 2011 
Por medio de la cual se escinden unos Ministerios, se otorgan precisas facultades extraordinarias al Presidente de la República para modificar la estructura de la administración pública y la planta de personal de la Fiscalía General de la Nación y se dictan otras disposiciones.
•Decreto No 3571 de 2011  Por el cual se establecen los objetivos, estructura, funciones del Ministerio de Vivienda, Ciudad y Territorio y se integra al Sector Administrativo de Vivienda, Ciudad y Territorio.  
•Ley 3 de 1991 y sus respectivas relaciones; por la cual se crea el Sistema Nacional de Vivienda de Interés Social, se establece el subsidio familiar de vivienda, se reforma el Instituto de Crédito Territorial, ICT, y se dictan otras disposiciones.
•Bases para la optimización del programa de subsidio familiar de vivienda y lineamientos para dinamizar la oferta de crédito de vivienda de interés social. 16 de febrero de 2004.
•Programa de subsidio familiar de vivienda en especie en lotes de la nación. 17 de mayo de 2004
•Lineamientos de política y consolidación de los instrumentos para la habilitación de suelo y generación de oferta de vivienda. 28 de abril de 2009.
•Conpes social, Metas y estrategias de Colombia para el logro de los objetivos de desarrollo del milenio hacia el 2015, 14 de marzo de 2005.
•Metas y priorización de recursos presupuestales para atender a la población desplazada por la violencia en Colombia. 28 de noviembre de 2005.
•Decreto 2064 de junio de 2004, Por el cual se establecen las normas mínimas para vivienda de interés social urbana

## Estructura organizacional

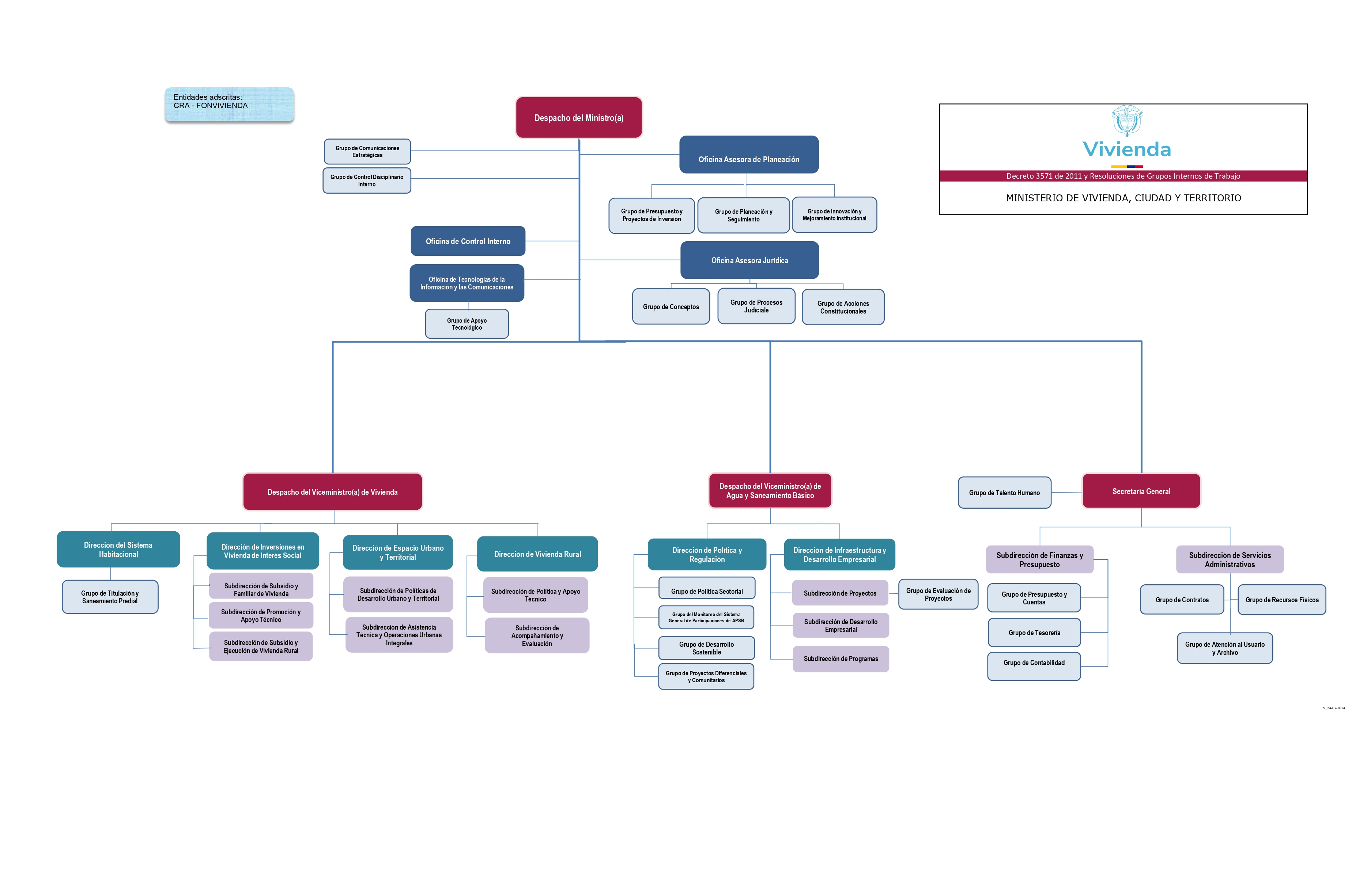
Organigrama Ministerio de Vivienda, Ciudad y Territorio

Esquema sobre las relaciones jerárquicas, cabezas directivas y competenciales de vigor en el Ministerio de Vivienda, Ciudad y Territorio

## Ministros
| Periodo | Periodo                                      | Fotografía                                        | Fotografía               | Partido                                  | Comentarios                     |
| ------- | -------------------------------------------- | ------------------------------------------------- | ------------------------ | ---------------------------------------- | ------------------------------- |
|         | 7 de agosto de 2000 - 7 de agosto de 2002    |                                                   | Armando Estrada Villa    | Partido Conservador                      | Presidente: Andrés Pastrana.    |
|         | 7 de agosto de 2002 - 7 de agosto de 2004    |                                                   | Fernando Londoño         | Partido Conservador                      | Presidente: Álvaro Uribe        |
|         | 7 de agosto de 2004 - 22 de agosto de 2006   |                                                   | Sabas Pretelt de la Vega | Partido Conservador                      | Presidente: Álvaro Uribe        |
|         | 22 de agosto de 2006 - 7 de agosto de 2008   |                                                   | Carlos Holguín Sardi     | Partido Conservador                      | Presidente: Álvaro Uribe        |
|         | 7 de agosto de 2010 - 25 de abril de 2012    |                                                   | Beatriz Uribe            | Partido Conservador                      | Presidente: Juan Manuel Santos. |
|         | 17 de mayo de 2012 - 22 de mayo de 2013      |                                                   | Germán Vargas Lleras     | Partido Cambio Radical                   | Presidente: Juan Manuel Santos. |
|         | 23 de mayo de 2013 - 25 de abril de 2016     |                                                   | Luis Felipe Henao        | Partido Cambio Radical                   | Presidente: Juan Manuel Santos. |
|         | 25 de abril de 2016 - 18 de agosto de 2017   |                                                   | Elsa Noguera             | Partido Cambio Radical                   | Presidente: Juan Manuel Santos. |
|         | 18 de agosto de 2017 - 12 de octubre de 2017 |                                                   | Jaime Pumarejo           | Partido Cambio Radical                   | Presidente: Juan Manuel Santos. |
|         | 3 de noviembre de 2017 - 7 de agosto de 2018 |                                                   | Camilo Sánchez           | Partido Liberal                          | Presidente: Juan Manuel Santos. |
|         | 7 de agosto de 2018 - 23 de marzo de 2022    |                                                   | Jonathan Malagón         | Sin afiliación conocida.                 | Presidente: Iván Duque Márquez. |
|         | 23 de marzo de 2022 - 7 de agosto de 2022    |                                                   | Susana Correa            | Cambio Radical                           | Presidente: Iván Duque Márquez. |
|         | 7 de agosto de 2022- 22 de julio de 2024     |                                                   | Catalina Velasco         | Independiente cercana al Partido Liberal | Presidente: Gustavo Petro       |
|         | 7 de agosto de 2022- 22 de julio de 2024     |                                                   | Catalina Velasco         | Independiente cercana al Partido Liberal | Presidente: Gustavo Petro       |
|         | 22 de julio de 2024 - En el cargo            | FOTOGRAFÍA MINISTRA DE VIVIENDA HELGA MARÍA RIVAS | Helga Rivas              | Sin afiliación conocida.                 | Presidente: Gustavo Petro       |